# 1114 dans les croisades
Cette page regroupe les évènements concernant les Croisades qui sont survenus en 1114 : 
- Roger de Salerne, prince d'Antioche, épouse Hodierne de Rethel, sœur de Baudouin du Bourg, comte d'Edesse[1].
- Arnoul de Chocques, patriarche de Jérusalem, transforme le chapitre du Saint-Sépulcre, perverti par la richesse de ses membres, en ordre de chanoines réguliers[2].